# Dustbin Baby
Dustbin Baby é um telefilme britânico dirigido por Juliet May, baseado no romance de mesmo nome escrito por Jacqueline Wilson. Foi exibido originalmente pela BBC One em 21 de dezembro de 2008. O filme é estrelado por Dakota Blue Richards.